# Staurogyne singularis
Staurogyne singularis är en akantusväxtart som beskrevs av Cornelis Eliza Bertus Bremekamp. Staurogyne singularis ingår i släktet Staurogyne och familjen akantusväxter. Utöver nominatformen finns också underarten S. s. longipedicellata.